# P2PTV

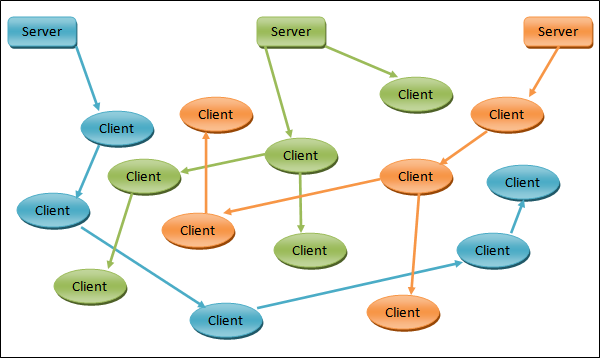
Rețea P2PTV

Peer-to-peer Television (P2PTV) este o tehnică care permite streaming-ul de canale TV prin intermediul internetului folosind tehnologia peer-to-peer. P2PTV combină televiziunea pe internet cu arhitectura peer-to-peer.
Promovatorii acestui sistem sunt companiile TV din China, China Central Television (CCTV).

## Funcționare
Particularitatea acestei tehnologii este că nu există un server central pentru a transmite fluxurile video/audio. P2PTV se bazează pe funcționarea rețelelor peer-to-peer, fluxurile de date sunt retransmise de către utilizatorii rețelei, aproape în real-time. În timp ce descarcă, utilizatorii încarcă în același timp streaming-ul video, printr-un sistem similar torrentului. Programul instalat de către utilizator, este responsabil pentru a urmări încărcarea/descărcarea fluxului de date. Calitatea video a unui program TV, depinde de numărul de utilizatori care-l vizionează. Difuzarea conținutului audiovizual al programelor, se face cu întârziere care poate fi de la 2 secunde la 30 de minute, depinzând de canal și utilizatori.

## Software P2PTV
Majoritatea aplicațiilor P2PTV au fost dezvoltate în China (TVUPlayer, PPLive, QQLive, PPStream, SopCast, CoolStreaming, TV Ants, PPmate) pentru difuzarea posturilor de televiziune, în principal din Asia, cu excepția TVUPlayer, care transmite un număr de stații din America de Nord, inclusiv CBS, Spike TV, și Fox News. 
Alte aplicații P2PTV din afara Chinei sunt Abroadcasting (S.U.A.), Zattoo (Elveția/SUA), Octoshape (Danemarca), FreetuxTV (Franța), Livestation (MB). , My WebTV (România), Me TV (Australia), MythTV .
În România, există mai multe site-uri de streaming tv online: DigiOnline, Telekom TV, Seenow Arhivat în 20 decembrie 2016, la Wayback Machine., Orange TV Go, Cool TV Arhivat în 27 decembrie 2011, la Wayback Machine., My WebTV Arhivat în 7 decembrie 2016, la Wayback Machine., TV-Maxe Arhivat în 25 decembrie 2016, la Wayback Machine., p2ptv Arhivat în 25 decembrie 2016, la Wayback Machine..

Streaming-ul de programe TV online poate ajunge să fie o activitate nu tocmai legală, în special datorită vizionării de filme și seriale tv online ce intră sub incidența legii drepturilor de autor precum și licențele de transmisie.

## P2P-Next
P2P-Next este un proiect de cercetare al Uniunii Europene , care se ocupă de aspectele tehnice și juridice ale proliferării tehnologiei P2P pe rețelele televiziunii pe Internet. 